# York (Western Australia)
York (1831 gegründet) ist die älteste europäische Binnenland-Siedlung in Westaustralien. Sie liegt ca. 100 Kilometer östlich der Küstenstadt Perth. Die Kleinstadt mit über 2500 Einwohnern ist Verwaltungssitz der Local Government Area Shire of York.

## Lage, Geografie und Natur

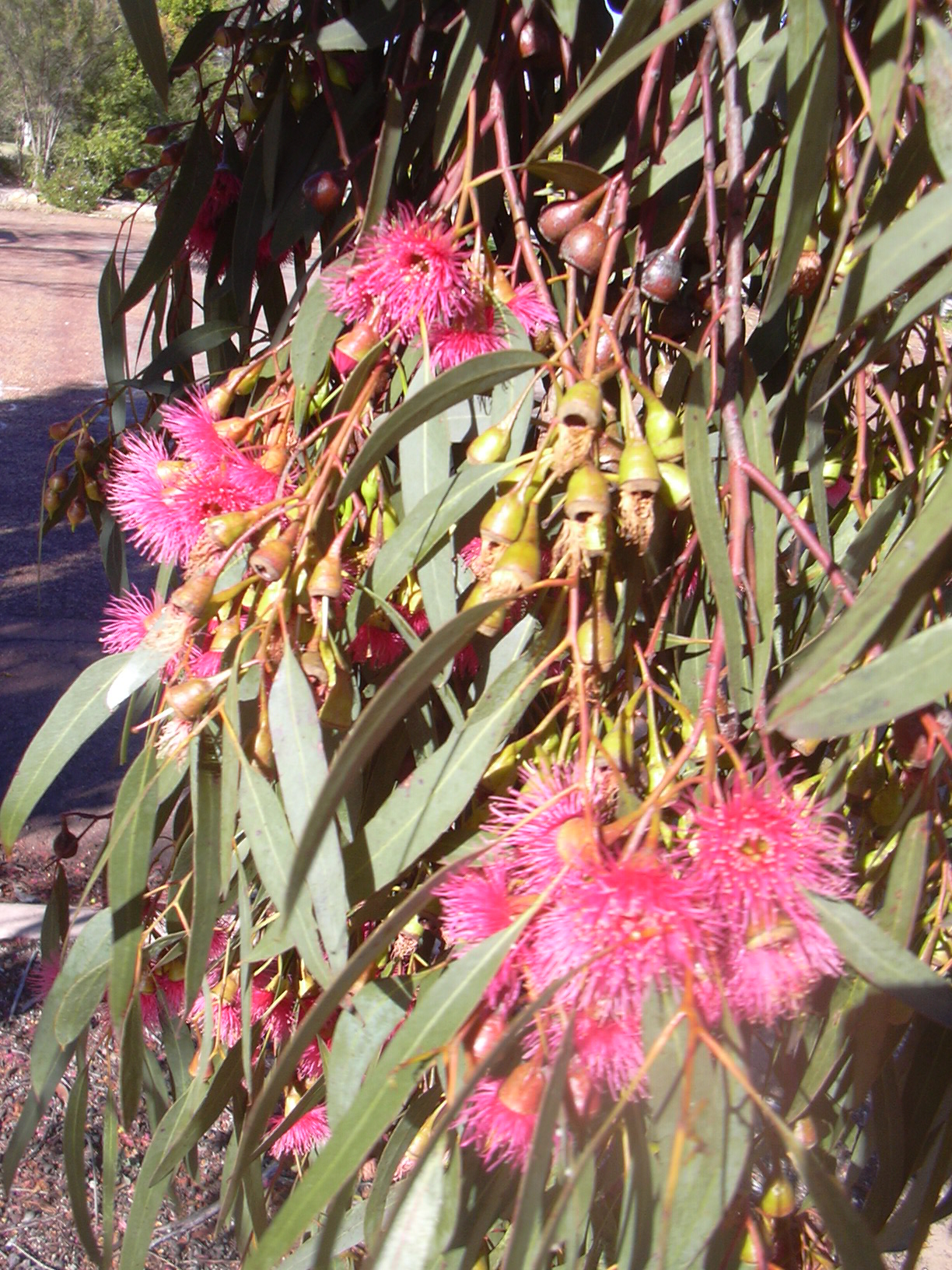
Eukalyptusblüte im Centennial Park

York liegt inmitten des westaustralischen Weizengürtels (Wheat Belt) am Avon River, der in seiner Verlängerung 70 km vor seiner Mündung in den Indischen Ozean zum Swan River wird.
Das Stadtgebiet ist von Parks und Freizeitanlagen mit Picknick- und Barbecue-Plätzen in der Flusslandschaft mit endlosen Weiden und Weizenfeldern umgeben. Naherholungsgebiete sind der Aussichtspunkt Mount Brown und das Wandergebiet durch die Eukalyptuswälder am Mount Observation ca. 20 km westlich der Stadt. Hauptsaison ist die Blüte der Wildblumen, Orchideen und kangaroo paws (einer Haemodoraceae-Art) von September bis November; gelegentlich wird der Keilschwanzadler beobachtet, und viele andere Vogelarten (Honigfresser, Schnäpper, Stachelbürzler, Zaunkönige) kommen ganzjährig vor.

## Geschichte
Robert Dale, ein 21-jähriger Offizier des 63. Regiments erhielt 1830 von James Stirling, des Gründers der Swan River Colony im Jahre 1829 mit den Siedlungen Perth, Fremantle und Guildford, die Aufgabe, ein für den Getreideanbau und die Schafzucht geeignetes Land zur Versorgung der Bevölkerung in der Kolonie zu identifizieren. Seine Expedition durch die Darling Range wählte das Land am Avon River aus, das die Aborigines Balladong nannten; am 15. September 1831 trafen die ersten britischen Siedler ein. Sie benannten die Niederlassung nach der Stadt York, da die leicht hügelige grüne Landschaft Assoziationen an ihre Heimatregion Yorkshire weckte.
Administrativ tritt die Stadt erst 1836 in Erscheinung, als eine Armeekaserne dort gebaut wurde. Gegen Ende des 19. Jahrhunderts kamen Goldsucher; zu dieser Zeit entstanden im Wesentlichen die historischen Gebäude an der Hauptstraße, die heute als touristische Kulisse vermarktet wird. 146 Gebäude stehen unter lokalem, 23 unter staatlichem Denkmalschutz, und die Stadt ist eine von 7 registered historical towns in Westaustralien.
Traditionelle Wirtschaftsgrundlage der westaustralischen Heartlands südöstlich von Perth sind der Weizenanbau und die Schafzucht. Durch klimatische Veränderungen und eine schleichende Versalzung des Bodens in einigen Bereichen des Weizengürtels ist jedoch der Ertrag rückläufig; die Bevölkerung in den Provinzstädten schrumpft, worunter auch die Infrastruktur leidet.
In York hat der Tourismus seit dem Ende des 20. Jahrhunderts als neuer ökonomischer Faktor dieser degenerativen Entwicklung entgegengewirkt. Voraussetzung waren umfassende Restaurierungsarbeiten der viktorianischen Bausubstanz nach Zerstörungen durch ein Erdbeben im Jahr 1968.
Im Jahr 2006 fand die 175-Jahr-Feier mit zahlreichen Events (Pferderennen, Kunstausstellungen, Konzerten) statt. Auf einem Kontinent, dessen quellenkritisch dokumentierbare Geschichte erst im 19. Jahrhundert beginnt, wird das Erreichen dieses Alters in einer Kleinstadt als etwas Besonderes erachtet.

## Sehenswürdigkeiten

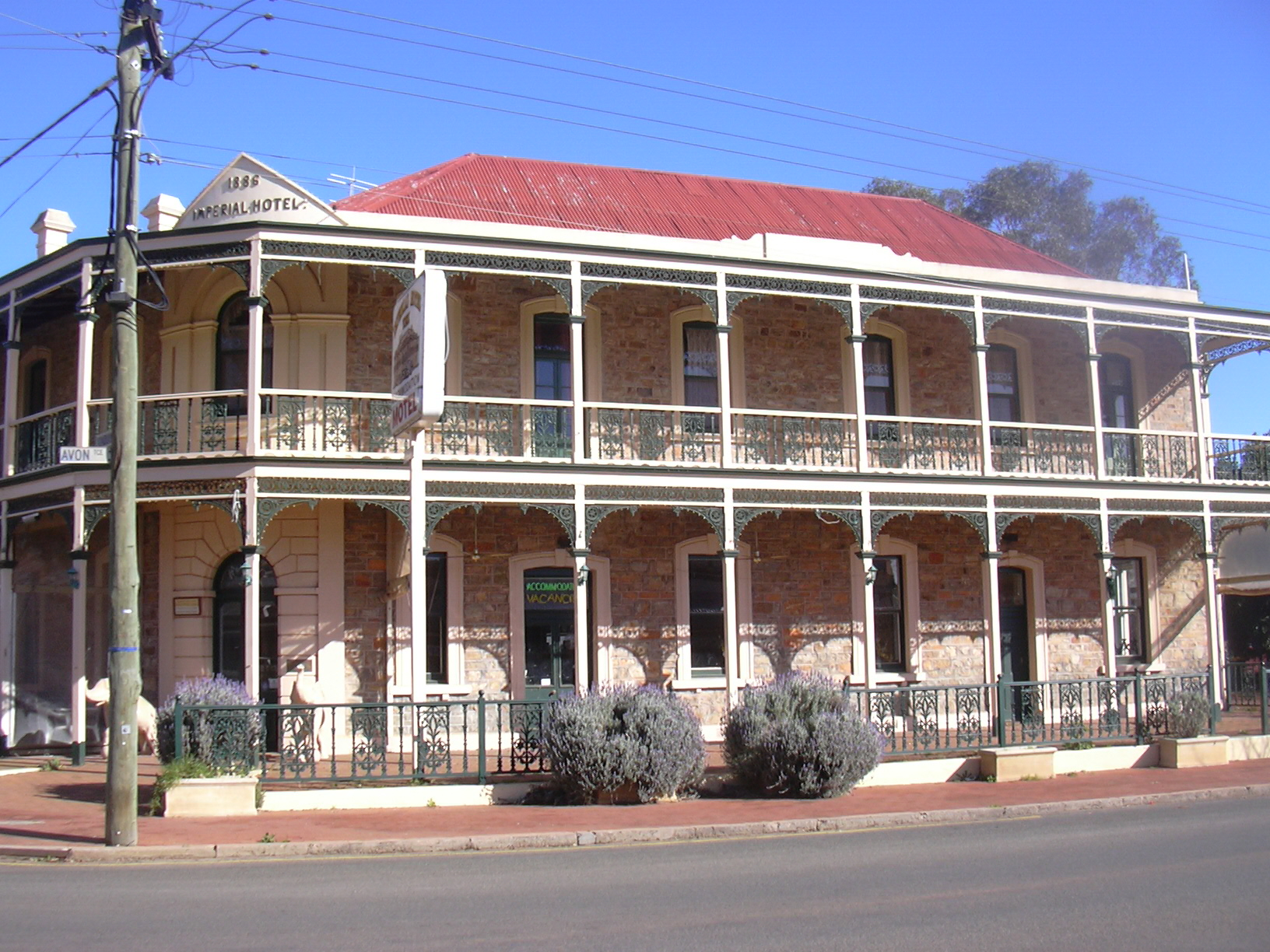
Imperial Hotel (1886)

An der touristisch aufbereiteten Hauptstraße Yorks (Avon Terrace) liegen die folgenden restaurierten Gebäude im viktorianischen Kolonialstil:
- Das Rathaus (Town Hall) von 1911 ist ein repräsentatives Beispiel dieses Stils mit seiner neoklassizistischen Fassade mit Pilastern, Säulen, Balustraden und reich ornamentiertem Giebel über dem Eingang.
- Das Imperial Hotel (1886) ist ein zweistöckiges Gebäude mit schmiedeeisernem Ornament und Veranda. Ähnlich sind das M.Craic Building (Hotel) und das langgestreckte Central Building (1907; Ladengalerie)
- Das Old York Gaol and Courthouse aus den 40er Jahren des 19. Jahrhunderts umfasst zwei Gerichtssäle, eine Polizeistation und Zellen.

### Kirchen

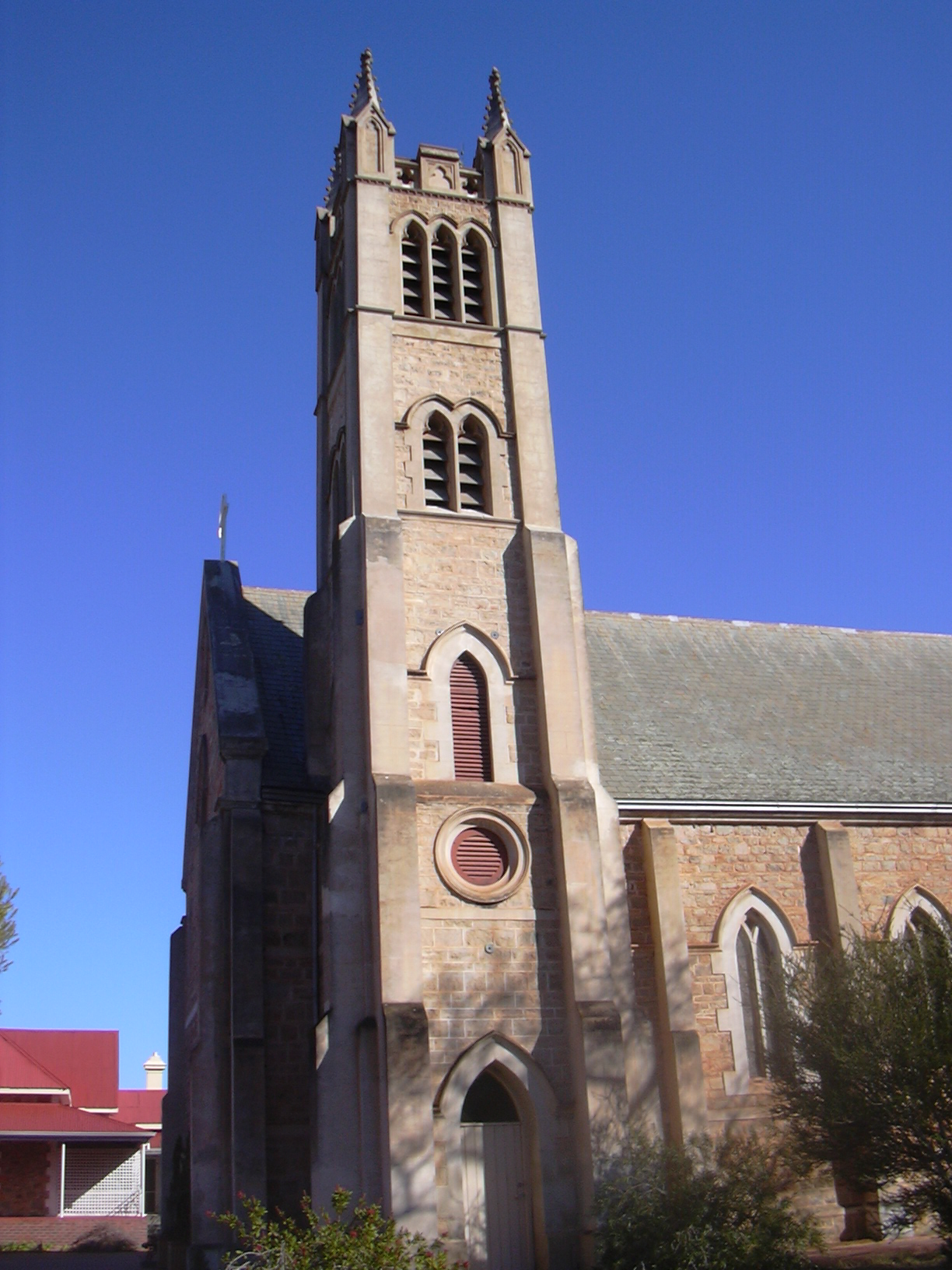
St. Patrick’s Church (1886)

- Die  Uniting Church ist das älteste Kirchengebäude der Stadt (1854 errichtet); sie wird heute von der Heilsarmee, der Church of Christ und den Zeugen Jehovas genutzt.
- Die anglikanische Holy Trinity Church mit Glasfenstern von Robert Juniper wurde 1858 geweiht.
- Die katholische  St. Patrick’s Church wurde 1886 in neogotischem Stil errichtet und mit aus Italien importierten Glasfenstern ausgestattet.

### Museen
- Das Gemeindemuseum (Residency Museum) mit Informationen zur Stadtgeschichte befindet sich im ältesten Gebäude Yorks (1840).
- Das 1979 eingerichtete Automobilmuseum (York Motor Museum) zeigt eine Sammlung von Oldtimern (von 1906 bis zum Ende des 20. Jahrhunderts) und Zubehör (Schilder, Plakate).

## Infrastruktur
In York knickt der von Westen kommende Great Southern Highway, der Perth mit Albany verbindet, gemeinsam mit dem Flusslauf des Avon River nach Süden ab. Am Fluss entlang verläuft durch York auch eine Eisenbahnlinie.
York hat einen Kindergarten und eine High School, ein Krankenhaus und eine Bibliothek. An der Hauptstraße liegen eine Reihe von Hotels, Backpacker-Unterkünften, Cafés und Restaurants, Einzelhandelsgeschäften, Dienstleistungsbetriebe und Kunstgalerien.
Außerhalb des Stadtzentrums haben sich einige Cottages aus der frühen Siedlerzeit erhalten, die restauriert und zu Ferienwohnungen oder Bed & Breakfast-Pensionen umgestaltet wurden.

## Sport
York nimmt zwei historische Superlative im organisierten Club-Sport Westaustraliens für sich in Anspruch, nämlich den ältesten Jockey-Club (1843) sowie den ältesten Croquet-Club (1909).
Weitere Club-Sportarten in York sind Skydiving, Ballonfahren, Reiten, Bowling und Tennis. Ein 18-Loch-Golfplatz mit weitem Panorama auf das Avon Valley – allerdings mit Sand-Grüns – ist ebenfalls vorhanden.